# Jegor Timurowitsch Gaidar

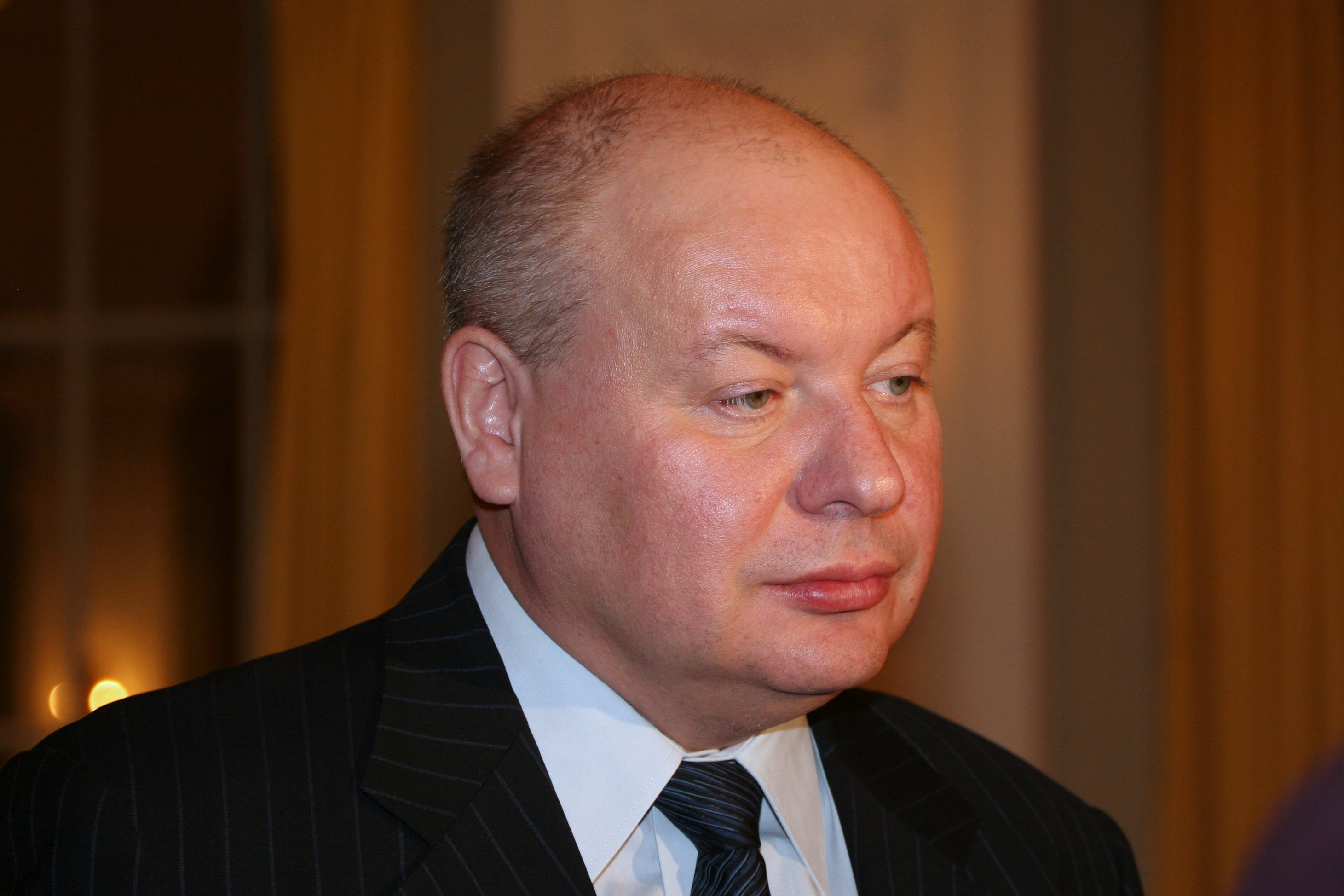
Jegor Gaidar am 13. März 2008

Jegor Timurowitsch Gaidar (russisch Егор Тимурович Гайдар; * 19. März 1956 in Moskau; † 16. Dezember 2009 in Odinzowo) war ein russischer Politiker und Ökonom.

## Leben
Gaidar studierte bis 1978 an der Moskauer Lomonossow-Universität Ökonomie. 1980 schloss er dort seine Promotion ab.
Bis 1987 arbeitete er an verschiedenen wissenschaftlichen Instituten. Ab 1987 war er Wirtschaftsredakteur bei der Zeitschrift Kommunist. 1990 wechselte er zur Prawda, wo er ebenfalls das Wirtschaftsressort leitete.
Ende 1991, nach dem Augustputsch, ernannte Boris Jelzin Gaidar zum Wirtschaftsminister. Als solcher war er für die grundlegenden marktwirtschaftlichen Reformen zuständig. Zugleich war er Stellvertreter des Ministerpräsidenten. Am 7./8. Dezember 1991 war er als Berater Jelzins daran beteiligt, dass die Belowescher Vereinbarungen (benannt nach dem Verhandlungsort, einem Jagdhaus im belarussischen Teil der Belowescher Heide) zustande kamen. Das zwischen Jelzin, dem Präsidenten der Ukraine, Leonid Krawtschuk, und dem Staatsoberhaupt von Belarus, Stanislau Schuschkewitsch, geschlossene Abkommen besiegelte das Ende der Sowjetunion.
Von Juni bis Dezember 1992 war er kommissarischer Ministerpräsident von Russland. Im Lauf des Jahres 1994 verließ er die Regierung Boris Jelzins.
Ab 2000/2001 war er führendes Mitglied der Partei Union der rechten Kräfte, einer liberalen, pro-marktwirtschaftlichen Partei. Er leitete ein Moskauer Wirtschaftsinstitut und beriet die Regierung.
Im November 2006, kurz nach dem Polonium-Mordanschlag auf Alexander Litwinenko in London, erlitt Gaidar in Dublin einen schweren Zusammenbruch und äußerte später die Vermutung, vergiftet worden zu sein. Gaidar hatte zuvor das Verschwinden der Kontrollmechanismen im russischen Staat sowie das Fehlen einer unabhängigen Presse und das an deren Stelle transportierte Weltbild in den Medien beklagt. Er postulierte zudem eine Verbindung von Russlands faschistischen Organisationen zur Regierung.
Am 16. Dezember 2009 starb Jegor Gaidar an einem Herzinfarkt. Er wurde eingeäschert und an einem nicht vorher bekanntgegebenen Datum auf dem Moskauer Nowodewitschi-Friedhof beigesetzt.

## Rubelkrise 1991/1992
Gaidar wird in der russischen Öffentlichkeit heute noch als Mitverantwortlicher der Rubelkrise 1991 und 1992 angesehen. Damals verloren wegen rasender Inflation zahlreiche Bankguthaben von Privatkunden (vor allem der Sberbank) in wenigen Tagen massiv an Wert. Gaidar hatte damals u. a. versucht, durch die Umsetzung von Marktreformen die aus sowjetischer Zeit stammenden Pensionsforderungen an den Staat zu decken. Diskussionen über die Richtigkeit seiner unter dem Namen „Schocktherapie“ (шоковая терапия) in die Geschichte eingegangenen Wirtschaftspolitik verfolgten ihn bis an sein Lebensende.

## Familie
Gaidars Vater war der Konteradmiral und Militärkorrespondent der Prawda Timur Gaidar. Sein Großvater väterlicherseits war der Schriftsteller Arkadi Gaidar, sein Großvater mütterlicherseits der Schriftsteller Pawel Baschow. Seine Tochter, Maria Gaidar, ist einer der Köpfe der liberalen Opposition in Russland.